# Ferdinand Lachner
Ferdinand Lachner (* 23. März 1856 in Prag; † 23. Oktober 1910 ebenda) war ein tschechischer Geiger und Musikpädagoge.
Lachner hatte den ersten Violinunterricht bei Erasmus Laub, dem Vater des Geigers und Komponisten Ferdinand Laub. Er besuchte von 1870 bis 1876 das Prager Konservatorium, war an der Prager Orgelschule Schüler von František Zdeněk Skuherský und nahm Unterricht bei Zdeněk  Fibich. Er wirkte dann als Konzertmeister in Breslau, Warschau und von 1883 bis 1887 am Nationaltheater in Prag. Ab 1887 unterrichtete er am Prager Konservatorium, wo u. a. Ema Destinová zu seinen Schülern zählte.
Eine Freundschaft verband ihn mit Antonín Dvořák, mit dem er im Sommer 1878 durch den Böhmerwald reiste. Mit ihm und dem Cellisten Alois Neruda (später Hanuš Wihan) bildete er ein Klaviertrio. Er spielte die Uraufführung mehrerer Violinwerke Dvořáks und begleitete ihn mit Wihan auf einer Abschiedstournee durch Böhmen und Mähren, die er vor seiner Abreise in die USA 1892 unternahm.